# Gunārs Binde
Gunārs Binde, né le 27 décembre 1933 à Jaunalūksne, est un photographe letton.

## Biographie
Binde fait ses premiers pas en photographie à la sortie de l'école technique d'agriculture de Priekuļi en 1957, et deux ans plus tard devient photographe professionnel. En 1978, il apparaît dans le téléfilm Théâtre de Jānis Streičs réalisé d'après le roman de William Somerset Maugham. 
Depuis 1989, il est membre de l'association de photographes de Lettonie. Ses œuvres font également partie des collections de la FIAP.
Binde est lauréat du Prix M.I.L.K. 2001. Il est fait officier de l'ordre des Trois Étoiles par le président Valdis Zatlers en 2009.

## Galerie
- (en) Petite galerie